# Бял фон
„Бял фон“ (на хърватски: Bijela podloga) е картина от хърватския художник Едо Муртич от 1959 г.
Картината е нарисувана с маслени бои върху платно и е с размери 106 x 134 cm. Лиричният инстинкт на Еди Муртич му позволява да създаде абстракция със земни цветове на бял фон.
Картината е част от колекцията на Музея за съвременно изкуство в Загреб, Хърватия.